# Trofeu Laigueglia 2017
El Trofeu Laigueglia 2017 va ser la 54a edició del Trofeu Laigueglia. Es disputà el 12 de febrer de 2017 sobre un recorregut de 192,5 km amb sortida i arribada a Laigueglia, a la Ligúria. La cursa formava part de l'UCI Europa Tour amb una categoria 1.HC.
El vencedor final fou l'italià Fabio Felline (equip nacional d'Itàlia) que s'imposà en solitari. Romain Hardy (Fortuneo-Vital Concept) i Mauro Finetto (Delko-Marseille Provence-KTM) completaren el podi.

## Equips
L'organització convidà a 23 equips a prendre part en aquesta cursa.
| WorldTeams (4)- AG2R La Mondiale - Astana - FDJ - UAE Abu Dhabi Equips continentals professionals (12)- Androni Giocattoli - Aqua Blue Sport - Bardiani CSF - Direct Énergie - Delko Marseille Provence KTM - Fortuneo-Vital Concept - Gazprom-RusVelo - Israel Cycling Academy - Nippo-Vini Fantini - Novo Nordisk - Wilier Triestina-Selle Italia - WB-Veranclassic-Aqua Protect Equips continentals (6)- Amore & Vita-Selle SMP-Fondriest - D'Amico-Utensilnord - GM Europa Ovini - Sangemini-MG.Kvis - Tirol - Unieuro Trevigiani-Hemus 1896 Equip nacional- Itàlia |
| |

## Classificació final
| \| Classificació general \| Classificació general \| Classificació general \| Classificació general \| Classificació general \| \| Corredor \| Corredor \| Equip \| Temps \| \| \| --------------------- \| --------------------- \| ---------------------------- \| --------------------- \| --------------------- \| \| 1r \| Fabio Felline \| Itàlia \| 4h 54' 01" \| \| \| 2n \| Romain Hardy \| Fortuneo-Vital Concept \| + 25" \| \| \| 3r \| Mauro Finetto \| Delko-Marseille Provence-KTM \| + 25" \| \| \| 4t \| Matteo Trentin \| Itàlia \| + 25" \| \| \| 5è \| Cyril Gautier \| AG2R La Mondiale \| + 25" \| \| \| 6è \| Francesco Gavazzi \| Androni-Sidermec-Bottecchia \| + 25" \| \| \| 7è \| Arthur Vichot \| FDJ \| + 25" \| \| \| 8è \| Matej Mohorič \| UAE Abu Dhabi \| + 25" \| \| \| 9è \| Mattia Cattaneo \| Androni-Sidermec-Bottecchia \| + 25" \| \| \| 10è \| Romain Combaud \| Delko-Marseille Provence-KTM \| + 29" \| \| |                   |                              |            |
| |                   |                              |            |
| Fonts: ProCyclingStats Cycling Quotient Cycling Archives |                   |                              |            |
| Classificació general |                   |                              |            |
| Corredor | Corredor          | Equip                        | Temps      |
| 1r | Fabio Felline     | Itàlia                       | 4h 54' 01" |
| 2n | Romain Hardy      | Fortuneo-Vital Concept       | + 25"      |
| 3r | Mauro Finetto     | Delko-Marseille Provence-KTM | + 25"      |
| 4t | Matteo Trentin    | Itàlia                       | + 25"      |
| 5è | Cyril Gautier     | AG2R La Mondiale             | + 25"      |
| 6è | Francesco Gavazzi | Androni-Sidermec-Bottecchia  | + 25"      |
| 7è | Arthur Vichot     | FDJ                          | + 25"      |
| 8è | Matej Mohorič     | UAE Abu Dhabi                | + 25"      |
| 9è | Mattia Cattaneo   | Androni-Sidermec-Bottecchia  | + 25"      |
| 10è | Romain Combaud    | Delko-Marseille Provence-KTM | + 29"      |